# Парламентские выборы в Лихтенштейне (2021)
Выборы в Ландтаг Лихтенштейна прошли 7 февраля 2021 года для избрания 25 депутатов парламента. В результате Патриотический союз и Прогрессивная гражданская партия получили по 10 мест, причём Патриотический союз опередил Прогрессивную гражданскую партию лишь на 23 голоса. Независимые, которые финишировали третьими на предыдущих выборах 2017 года, в 2018 году распались, когда три из пяти депутатов вышли из фракции и сформировали партию Демократы за Лихтенштейн. В 2021 году Независимые не смогли получить ни одного места, тогда как Демократы за Лихтенштейн обеспечили себе 2 места. Свободный список сохранил три места и стал третьей по величине парламентской партией.

## Предвыборная кампания
Выборы рассматривались как гонка между двух основных партий. Между Патриотическим союзом и Прогрессивной гражданской партией существовали лишь незначительные политические различия. В 2017 году Прогрессивная гражданская партия набрала 35,2 % голосов, а Патриотический союз — 33,7 %.
Предполагалось, что Независимые, получившие 18,4 % голосов в 2017 году, окажутся позади на выборах 2021 года и, возможно, не преодолеют избирательный порог. Ожидалось, что новые Демократы за Лихтенштейн покажут лучшие результаты, возможно, до 20 %. Партия «Свободный список», которая ранее выступала за республику, в 2017 году получила 12,6 % голосов.
Предвыборная агитация в основном не регулировалась и проводилась через социальные сети, газеты и вещательные СМИ. Всем партиям разрешалось размещать официальные видео избирательной кампании на сайтах двух основных газет страны. Выборы стали первыми, которые проводились в соответствии с Законом 2019 года о выплате взносов политическим партиям, который ограничил государственное финансирование зарегистрированных политических партий, запретил крупные анонимные пожертвования и требовал публикации отчётов о расходах.

## Избирательная система
Выборы проходят по пропорциональной представительской системе, по которой избираются 25 членов Ландтага: 15 — от округа Верхний Лихтенштейн и 10 — от округа Нижний Лихтенштейн. Избиратели в Верхнем Лихтенштейне имеют 15 голосов, а в Нижнем Лихтенштейне — 10, то есть каждый голосующий избирает кандидата на каждое место парламента от избирательного округа. Для того, чтобы войти в Ландтаг, партия должна преодолеть 8 % барьер. Депутаты избираются на четырёхлетний срок.
Нижний Лихтенштейн включает 4 общины: Эшен, Гамприн, Маурен, Руггелль и Шелленберг. Верхний Лихтенштейн включает 5 общин: Бальцерс, Планкен, Шан, Тризен, Тризенберг и Вадуц.
Вновь сформированный Ландтаг избирает премьер-министра, который руководит кабинетом министров, выбранных из членов Ландтага. Голосование является обязательным и осуществляется через почту. Избирательные участки открыты лишь на полтора часа в день выборов. Избирателями являются граждане достигшие 18 лет и проживавшие в стране по крайней мере за один месяц до дня голосования.

## Результаты
| Партия                                                                       | Голоса  | %     | Мест | +/-   |
| ---------------------------------------------------------------------------- | ------- | ----- | ---- | ----- |
| Патриотический союз                                                          | 72 409  | 35,89 | 10   | +2    |
| Прогрессивная гражданская партия                                             | 72 386  | 35,88 | 10   | +1    |
| Свободный список                                                             | 25 956  | 12,86 | 3    | 0     |
| Демократы за Лихтенштейн                                                     | 22 476  | 11,14 | 2    | новая |
| Независимые                                                                  | 8 543   | 4,23  | 0    | -5    |
| Всего                                                                        | 201 770 | 100   | 25   | 0     |
|                                                                              |         |       |      |       |
| Действительные голоса                                                        | 15 299  | 96,21 |      |       |
| Недействительные голоса                                                      | 602     | 3,79  |      |       |
| Всего                                                                        | 15 901  | 100   |      |       |
| Явка и зарегистрированные избиратели                                         | 20 384  | 78,01 |      |       |
| Источник: Landstagwahlen Архивная копия от 7 февраля 2021 на Wayback Machine |         |       |      |       |